# Фармаковський Борис Володимирович
Бори́с Володи́мирович Фармако́вський (*30 січня (11 лютого) 1870-†29 липня 1928) — російський археолог та історик античного мистецтва родом з Вятки, член-кореспондент РАН (з 1914). Дослідник грецької колонії Ольвії (1876, 1901 — 15, 1924 — 26).

## Життєпис
1892 року закінчив Новоросійський університет (сьогодні — Одеський національний університет імені І. І. Мечникова) в Одесі.
З 1919 — професор Петроградського (Ленінградського) університету. В 1901–1918 — член Археологічної комісії в Петербурзі.
У 1901—1915 рр. за дорученням комісії проводив систематичні розкопки Ольвії.
У 1924–1926 рр. керував розкопками у державному заповіднику «Ольвія». Встановив основну територію міста, систему міського планування і оборонних споруд, житлових будинків і громадських споруд, головні риси культурного життя Ольвії.

## Засновник методик і школи
Фармаковський створив наукову методику розкопок античного міста та методику використання археологічних матеріалів як історичного джерела. З початком наукової діяльності Ф. польові дослідження античних міст-колоній були поставлені на науковий рівень. Фармаковський запровадив пошарово-квадратний метод, вів розкопку кварталів великими площами, встановив основні типи поховань та дав характеристику поховального інвентаря. Проводив археологічні розкопки у Києві (1908—1909), Євпаторії (1916—1917) та ін. місцях. Автор низки наукових робіт з історії Північного Причорномор'я. Фармаковський усталив методику розкопів грец. колоній у Півд. Україні; провадив також розкопи в Києві (б. Десятинної церкви, 1908 — 09), Євпаторії та ін.

## Вшанування пам'яті
В Очакові існує вулиця Бориса Фармаковського.